# Associazione Sportiva Gubbio 1910 2000-2001
Questa pagina raccoglie le informazioni riguardanti l'Associazione Sportiva Gubbio 1910 nelle competizioni ufficiali della stagione 2000-2001.

## Rosa
| N. |                   | Ruolo | Calciatore            |
| -- | ----------------- | ----- | --------------------- |
|    | Italia (bandiera) | D     | Gionata Bruni         |
|    | Italia (bandiera) | A     | Giovanni Cornacchini  |
|    | Italia (bandiera) | A     | Aniello D'Alessandro  |
|    | Italia (bandiera) | C     | Davide De Filippis    |
|    | Italia (bandiera) | A     | Emanuele Ferraro      |
|    | Italia (bandiera) | C     | Giovanni Furlanetto   |
|    | Italia (bandiera) | D     | Alessandro Giacometti |
|    | Italia (bandiera) | P     | Claudio Giustolisi    |
|    | Italia (bandiera) | D     | Pierpaolo Lauretti    |
|    | Italia (bandiera) | C     | Massimiliano Lazzoni  |
|    | Italia (bandiera) | A     | Antonio Leo           |
|    | Italia (bandiera) | D     | Giuseppe Luceri       |
|    | Italia (bandiera) | C     | Francesco Magnanelli  |
|    | Italia (bandiera) |       | C. Mancini            |
|    | Italia (bandiera) | D     | Fausto Mattioli       |

| N. |                   | Ruolo | Calciatore          |
| -- | ----------------- | ----- | ------------------- |
|    | Italia (bandiera) | D     | Michele Notari      |
|    | Italia (bandiera) | C     | Gianluca Panisson   |
|    | Italia (bandiera) | C     | Giuseppe Piccioloni |
|    | Italia (bandiera) | P     | Massimo Prete       |
|    | Italia (bandiera) | C     | Riccardo Radicchi   |
|    | Italia (bandiera) | C     | Vito Redavid        |
|    | Italia (bandiera) | C     | Carmelo Russo       |
|    | Italia (bandiera) | A     | Marco Spilli        |
|    | Italia (bandiera) | A     | Stefano Stefanelli  |
|    | Italia (bandiera) | D     | Lorenzo Tinti       |
|    | Italia (bandiera) | P     | Giovanni Vecchini   |
|    | Italia (bandiera) | C     | Luca Vitali         |
|    | Italia (bandiera) | A     | Corrado Zanchi      |
|    | Italia (bandiera) | C     | Moreno Zebi         |